# عزت النص
عزت النص (به عربی: عزت النص) از تاریخ ۲۰ نوامبر ۱۹۶۱ - ۱۴ دسامبر ۱۹۶۱ تصدی نخست‌وزیری سوریه را برعهده داشت.